# Grandir (entreprise)
The Grandir Group SAS, fondée en 2000, est une holding française détenant plusieurs sociétés et notamment Les Petits Chaperons Rouges, une marque française de crèches d'entreprises. 
L'entreprise possède également la marque Chaperons & Compagnie dédiée aux structures associatives et publiques.
Le Groupe Grandir est connu pour être le pionnier des crèches privées françaises.

## Histoire
Le Groupe est fondé en l'an 2000 par Jean-Emmanuel Rodocanachi, diplômé d’HEC et de l’IHEPS (Institut des Hautes Etudes de Protection Sociale), qui découvre le concept de crèche d’entreprise à New York alors qu’il évolue dans le secteur de la santé et de l’éducation,,,.
Il convainc alors les pouvoirs publics de faire évoluer le secteur des crèches en France, jusqu’ici exclusivement municipal ou associatif, et de l’ouvrir aux sociétés privées, tout en respectant les mêmes exigences en termes de règles, devoirs et règlementations. L’ambition est d’offrir un service de grande qualité à un prix raisonnable centré sur l’éducation et l’épanouissement des jeunes enfants d’une part et d’offrir aux parents un meilleur équilibre entre leur vie privée et professionnelle d’autre part.
En 2010, Les Petits Chaperons Rouges créent le Fonds de Solidarité pour l’Enfance qui soutient des initiatives dans la recherche médicale, l'innovation pédagogique et pour les métiers de la petite enfance,.
L'entreprise acquiert en 2014 l'entreprise Crèches et Malices, qui comprenait environ 40 crèches, se hissant en 2015 comme la deuxième entreprise du secteur avec 225 établissements et un chiffre d'affaires de 125 millions d'euros.
En 2016, Eurazeo et Bpifrance acquièrent respectivement une participation de 41% et de 8% du capital de Grandir.
En 2017, le président de la République Emmanuel Macron s’est rendu dans une crèche du Groupe à Gennevilliers (Hauts-de-Seine), puis a rencontré les principales associations liées à la petite enfance,.
Le 2 octobre 2022, l'entreprise détient un capital de 4 594 960,23 €.
En 2024, le groupe Grandir crée son propre institut de formation d’auxiliaires de puériculture (IFAP) en apprentissage (CFA) à Clichy-la-Garenne (Hauts-de-Seine). L’ouverture de cet institut est présentée par Jean-Emmanuel Rodocanachi comme une « réponse à la pénurie de personnel que connaît notre secteur »,,.
La même année, le groupe Grandir représente 5 % des places de crèches en France, ce qui en fait un acteur de référence.

## Développement international
À partir de 2015, l’entreprise se développe au niveau international. Il est présent principalement en Europe (France, Allemagne et Angleterre) et en Amérique du Nord (États-Unis et Canada).
En septembre 2016, Grandir acquiert une participation de 37 % dans l'entreprise allemande Infanterix (9 crèches, 150 salariés, chiffre d'affaires de 7,5 millions d'euros) et en 2017 les entreprises britanniques Magic Nurseries (16 crèches) et Kiddi Caru (20 crèches, 570 salariés).
En 2018, le Groupe se lance aux États-Unis et aux Canada avec le réseau de crèches et écoles maternelles Kids&Company.

## Controverses

### Accusations de mauvais traitements
En 2023, le groupe est accusé de mauvaises pratiques et maltraitance sur mineur aux côtés des trois autres grands groupes de crèches privées français (Babilou, People and baby, et La maison bleue), à la suite de la publication d'un rapport de l'Inspection générale des affaires sociales chargée de la mission sur « la qualité de l’accueil et la prévention de la maltraitance dans les crèches » et de deux livres d'enquête écrits par des journalistes du Parisien et de Mediapart,. Les responsables de Babilou sont alors convoqués par la ministre Aurore Bergé. Les Petits Chaperons Rouges ont porté plainte pour diffamation contre les auteurs de ces livres.
En novembre 2023, l’Assemblée nationale a voté la création d’une commission d’enquête « Commission d’enquête sur le modèle économique des crèches et sur la qualité de l’accueil des jeunes enfants au sein de leurs établissements » proposée par les députés de La France Insoumise (LFI). Les groupes de crèches privées ont été auditionnés au même titre que tous les acteurs de la petite enfance. Après six mois d’auditions et de déplacements, la commission d’enquête parlementaire a publié un rapport rédigé par la rapporteuse, la députée Sarah Tanzili (Renaissance), rendu public le 27 mai 2023, qui constate une dégradation des conditions d’accueil, ces dernières années, dans les crèches publiques comme dans les crèches privées.
Pour la rapporteuse, les problèmes liés à la qualité d’accueil ne sont « pas la conséquence de l'ouverture du secteur des crèches au secteur privé ou de l'influence des fonds d'investissement ».
En mars 2024, le préfet de Seine-Maritime Jean-Benoît Albertini décide de fermer la crèche Les Malicieux Beauvoisine qui appartient au groupe Grandir après des signalements de maltraitance sur enfants. Le 16 mai 2024, le préfet rouvre la crèche, considérant les conditions de sécurité désormais respectées.

### Dénonciations des conditions de travail
En juin 2024, le journal La Marseillaise pointe du doigt les fréquents arrêts maladie et démissions, entrainant une surcharge de travail pour les salariés dans une crèche en délégation de service public (DSP) accordée en 2009 par la Ville d’Aix-en-Provence à la société Les Petits Chaperons Rouge. D'après le journal, en 2015, 200 salariés manifestent à sur la place de la mairie pour réclamer des revendications salariales ; en 2024, 100 salariées manifestent et scandent les mêmes revendications qu'en 2015,.
La direction du groupe Les Petits Chaperons Rouges prend la parole dans La Provence en juin 2024, sur l’application de la revalorisation salariale actuellement bloquée car soumise à un accord de branche national, dont les professionnels de la petite enfance dépendent[à vérifier].